# Masdevallia lansbergii
Masdevallia lansbergii är en orkidéart som beskrevs av Heinrich Gustav Reichenbach. Masdevallia lansbergii ingår i släktet Masdevallia och familjen orkidéer. Inga underarter finns listade i Catalogue of Life.